# Брянский 35-й пехотный полк
35-й пехотный Брянский генерал-адъютанта князя Горчакова полк — пехотная воинская часть Русской императорской армии.
- Полковой праздник — 6 августа.

## Места дислокации
1820 год — Старый Быхов Могилевской губернии. Второй батальон полка на поселении в Могилевской губернии
1914 год — Кременчуг Полтавской губернии (Ю. П. Соловьёв указывает, что в 1902 году полк уже давно квартировал в Кременчуге)

## Формирование и кампании полка
Полк сформирован 17 января 1811 года генерал-майором Горбунцевым на острове Аланд из девяти рот Аландского гарнизонного полка и трёх рот Гангутского гарнизонного батальона в составе трёх батальонов (по одной гренадерской и три мушкетёрских роты в каждом). Присвоено старшинство Аландского полка. 19 ноября того же года для полка сформирован 4-й резервный батальон в составе трёх рот.
В 1812 году Брянский полк принимал участие в военных действиях против французов под Ригой, а в кампаниях 1813—1814 гг. состоял в осадном корпусе под крепостями Пиллау и Данцигом.
8 августа 1814 года полку повелено состоять из трёх батальонов четырёхротного состава.
В турецкую войну 1828—1829 гг. принимал участие во второй половине кампании.
28 января 1833 года к полку присоединён 17-й егерский полк, полк переименован в егерский и приведён в состав четырёх действующих и двух резервных батальонов (в мирное время последние составляли один сводный резервный батальон), из которых 1, 2 и 5-й остались прежнего состава, а 3, 4 и 6-й образовались из батальонов 17-го егерского полка. 28 февраля 1834 г. упразднён 6-й резервный батальон. 30 августа в связи с сокращением численности полка в запасных войсках создан для полка запасный полубатальон № 35. 23 декабря 1841 года 4-й батальон приведен из действующего в кадровый состав. 20-25 января 1842 г. 5-й резервный батальон упразднён, вместо него в запасных войсках созданы кадровые 5-й резервный и 6-й запасный батальоны. 7 октября 1843 года четыре действующих батальона приведены к одному численному составу за счет перераспределения чинов.

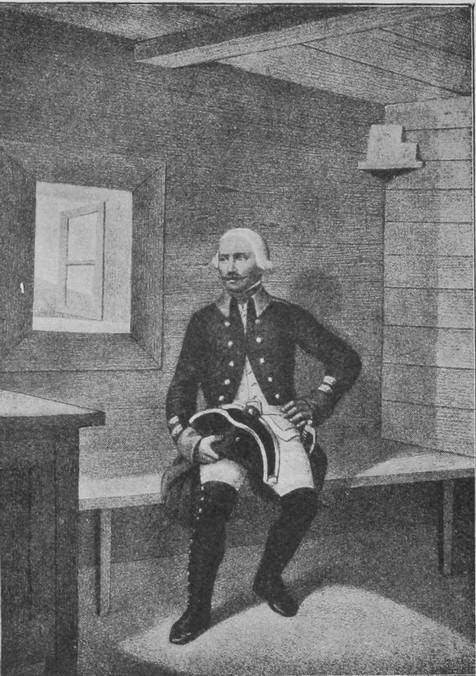
Мушкетёр Брянского мушкетёрского полка (1797—1801 гг.)

В Венгерской кампании 1849 года Брянский полк отличился в сражении у селения Перед, где полк был расположен против левого фланга неприятельской позиции. Австрийская кавалерия, находившаяся в отряде, не выдержала артиллерийского огня и отступила, тогда командующий Брянского полка генерал-майор Баумгартен, под которым была убита лошадь, схватил знамя и бросился вперед, увлекая весь полк, и венгры были выбиты. Затем полк участвовал при взятии с. Киралирева и в сражении под Коморном 29 июня 1849 года.
По случаю Восточной войны 4 декабря 1853 года 5 и 6-й батальоны были укомплектованы бессрочноотпускными, и 10 марта 1854 года вновь были сформированы 7 и 8-й запасные батальоны.
26 апреля 1855 года Брянский полк вошёл в состав гарнизона Севастополя. До конца обороны участвовал в отражении штурмов и атак противника на 3-м бастионе и Малаховом кургане. Потери полка составили более 2600 человек. За стойкость и героизм Брянский егерский полк и его 1-й, 2-й, 3-й батальоны были награждены Георгиевскими знаменами с лентой и почетной надписью «За Севастополь в 1854 и 1855 годах».
6 апреля 1856 года полк был наименован Брянским пехотным и 23 августа приведён в состав 3 действующих батальонов, причём в каждом сформирована стрелковая рота из лучших стрелков. 4-й батальон сделан отдельным резервным того же названия, остальные четыре батальона расформированы. 19 мая 1861 года во внимание к заслугам умершего шефа полку сохранено название Брянского пехотного генерал-адъютанта князя Горчакова полка.
6 апреля 1863 года из 4-го резервного батальона и бессрочноотпускных 5-го и 6-го батальонов сформирован резервный пехотный полк того же названия, переименованный 13 августа в Вяземский пехотный полк, в который были переданы знаки отличия 17-го егерского полка.
25 марта 1864 года Брянский полк получил № 35.
В русско-турецкой войне 1877—1878 гг. Брянский полк отличился на Шипке 11 августа, при обороне горы Св. Николая, и 13 августа (3 роты полка) в штурме Лесной и Лысой горы.
7 апреля 1879 года был сформирован 4-й батальон.
В кампанию 1904—1905 гг. против японцев Брянский полк участвовал в бою у д. Сихеян, затем на Мотиенлинском перевале и у Ляндансяна 13—14 августа. Во время Ляоянского сражения роты Брянского полка находились в прикрытии артиллерии. В сражении на реке Шахэ два батальона 1 октября обороняли д. Ламатунь. В боях под Мукденом полк также был разбросан по разным пунктам.

## Знаки различия

### Офицеры
| Описание     | Знаки различия по состоянию на 1904—1909 гг. | Знаки различия по состоянию на 1904—1909 гг. | Знаки различия по состоянию на 1904—1909 гг. | Знаки различия по состоянию на 1904—1909 гг. | Знаки различия по состоянию на 1904—1909 гг. | Знаки различия по состоянию на 1904—1909 гг. | Знаки различия по состоянию на 1904—1909 гг. | Знаки различия по состоянию на 1904—1909 гг. | Знаки различия по состоянию на 1904—1909 гг. |
| ------------ | -------------------------------------------- | -------------------------------------------- | -------------------------------------------- | -------------------------------------------- | -------------------------------------------- | -------------------------------------------- | -------------------------------------------- | -------------------------------------------- | -------------------------------------------- |
|              |                                              |                                              |                                              |                                              |                                              |                                              |                                              |                                              |                                              |
| Погоны       |                                              |                                              |                                              |                                              |                                              |                                              |                                              |                                              |                                              |
|              |                                              |                                              |                                              |                                              |                                              |                                              |                                              |                                              |                                              |
| Классный чин |                                              | Полковник                                    | Подполко́вник                                 |                                              | Капитан                                      | Штабс-капитан                                | Пору́чик                                      | Подпору́чик                                   | Пра́порщик                                    |
| Группа       | Штаб-офицеры                                 | Штаб-офицеры                                 | Штаб-офицеры                                 | Штаб-офицеры                                 | Обер-офицеры                                 | Обер-офицеры                                 | Обер-офицеры                                 | Обер-офицеры                                 | Обер-офицеры                                 |

### Унтер-офицеры и рядовые
| Описание        | Знаки различия по состоянию на 1904—1909 гг.                     | Знаки различия по состоянию на 1904—1909 гг. | Знаки различия по состоянию на 1904—1909 гг. | Знаки различия по состоянию на 1904—1909 гг. | Знаки различия по состоянию на 1904—1909 гг. | Знаки различия по состоянию на 1904—1909 гг. | Знаки различия по состоянию на 1904—1909 гг. | Знаки различия по состоянию на 1904—1909 гг. |
| Погоны          |                                                                  |                                              |                                              |                                              |                                              |                                              |                                              |                                              |
| --------------- | ---------------------------------------------------------------- | -------------------------------------------- | -------------------------------------------- | -------------------------------------------- | -------------------------------------------- | -------------------------------------------- | -------------------------------------------- | -------------------------------------------- |
| Воинское звание | Зауряд-прапорщик произведённый из фельдфебелей (образец 1904 г.) | Подпрапорщик (образец 1907 г.)               | Фельдфебель                                  | Старший унтер-офицер                         | Младший унтер-офицер                         | Ефрейтор                                     | Рядовой                                      |                                              |
| Группа          | Унтер-офицеры                                                    | Унтер-офицеры                                | Унтер-офицеры                                | Унтер-офицеры                                | Унтер-офицеры                                | Унтер-офицеры                                | Рядовые                                      | Рядовые                                      |

## Знаки отличия полка
1. Георгиевское полковое знамя с надписью: «За Севастополь в 1854 и 1855 гг. и за Шипку в 1877 г.»
2. Знаки нагрудные для офицеров и на головные уборы для нижних чинов с надписью «За отличие», пожалованные в 1833 г.
3. Серебряные трубы с надписью: «За усмирение Венгрии в1849 г.», пожалованные 25 декабря 1849 г.
4. Поход за военное отличие в русско-японскую войну, пожалованный 8 февраля 1907 г.

## Шефы полка
- 17.01.1811 — 23.05.1813 — генерал-майор Горбунцов, Егор Сергеевич
- 15.06.1855 — 19.05.1861 — генерал-адъютант князь Горчаков, Михаил Дмитриевич

## Командиры полка
- 06.06.1812 — 01.06.1815 — майор Юлиус, Александр Богданович
- 01.06.1815 — 11.02.1816 — полковник Сиверс, Яков Карлович
- 14.03.1816 — 29.01.1820 — полковник Дирин, Иван Александрович
- 29.01.1820 — 22.08.1829 — подполковник (с 28.01.1822 полковник) Тилен, Фёдор Евстафьевич
- 02.04.1833 — 26.07.1834 — полковник Гернет, Фердинанд Христофорович
- 26.07.1834 — 27.02.1835 — полковник Мануйлов, Матвей Иванович
- 06.01.1843 — 06.12.1849 — полковник (с 09.08.1849 генерал-майор) Семякин, Константин Романович
- 06.12.1849 — 16.06.1850 — полковник Корнилович, Пётр Петрович
- 16.06.1850 — 09.03.1859 — полковник (с 26.08.1857 генерал-майор) Ган, Александр Фёдорович
- 09.03.1859 — 24.09.1859 — полковник Свечин, Владимир Константинович
- 24.09.1859 — 30.08.1863 — полковник Храповицкий, Казимир Михайлович
- 21.09.1863 — 14.11.1869 — полковник Зуев, Владимир Гаврилович
- 25.11.1869 — 27.07.1877 — полковник Липинский, Александр Иосифович
- 28.07.1877 — 05.06.1878 — полковник Эллерс, Эдуард Гаврилович
- 15.06.1878 — хх.хх.1879 — полковник Синявский, Михаил Васильевич
- 28.11.1879 — 28.01.1886 — полковник Ковалевский, Евграф Евграфович
- 04.02.1886 — 05.12.1887 — полковник Авинов, Николай Александрович
- 05.12.1887 — 08.06.1892 — полковник Ильинский, Виктор Фёдорович
- 22.07.1892 — 01.11.1897 — полковник Немыский, Александр Карлович
- 01.11.1897 — 06.04.1903 — полковник Яроцкий, Богдан Иванович
- 21.04.1903 — 28.07.1906 — полковник Квятковский, Николай Ильич
- 21.08.1906 — 15.09.1911 — полковник Грузинцев, Илларион Иванович
- 15.09.1911 — 02.11.1914 — полковник Черноглазов, Порфирий Дмитриевич
- 02.11.1914 — 13.11.1915 — полковник Волховской, Михаил Николаевич
- 15.11.1915 — 06.05.1917 — полковник (с 30.04.1917 генерал-майор) Остапович, Густав Викентьевич
- 11.06.1917 — 11.10.1917 — полковник Заболотный, Аркадий Моисеевич
- 1917 — полковник Рябухин, Борис Васильевич

## Памятные места
- В честь полка названы «Брянская» улицы в Севастополе[5] и в Габрово
- В Севлиево есть гробница воинов Брянского 35-го пехотного полка, погибшим в Русско-турецкой войне (1877—1878). Каждый год в День освобождения Болгарии от османского ига признательная Болгария торжественно отмечает память павших героев.
- В Кременчуге сохранились казармы 35-го Брянского пехотного полка 1911 года постройки. Казармы являются памятником архитектуры.